# Cynthia Eckert
Cynthia Eckert, född den 27 oktober 1965 i Evanston, Illinois, är en amerikansk roddare.
Hon tog OS-silver i fyra utan styrman i samband med de olympiska roddtävlingarna 1992 i Barcelona.